# Sérgio Paulinho
Sérgio Miguel Moreira Paulinho (født 26. marts 1980) er en professionel portugisisk landevejscykelrytter. Han har siden 2021 kørt for Credibom–LA Alumínios–Marcos Car.
Hans største sejre er sølv i landevejsløbet ved OL 2004 i Athen, og etapesejr på den 10. etape af Vuelta a España 2006.
Ved OL 2004 deltog Paulinho i linjeløbet og enkeltstarten. Bedst gik det i linjeløbet, der blev kørt på en relativt flad rute i Athen, hvilket gjorde det svært at komme i udbrud. På løbets sidste omgang var 40 ryttere samlet, men fire ryttere havde held til at få et lille hul: Paulinho, italienske Paolo Bettini, belgiske Axel Merckx og tyske Erik Zabel. Af disse var Zabel særlig kendt som sprinter, og Bettini og Paulinho forsøgte derfor at sætte ham af, hvilket lykkedes, så Bettini fik guld, Paulinho sølv og Merckx fik bronze, mens Zabel blev indhentet af feltet, men blev alligevel nummer fire. I enkeltstarten blev Paulinho nummer 24.